# Flusso di ghiaccio Rutford
Il flusso di ghiaccio di Rutford (in inglese: Rutford ice stream) è un flusso di ghiaccio lungo oltre 290 km e largo circa 24, situato sulla costa di Zumberge, nella parte occidentale della Terra di Ellsworth, in Antartide. In particolare, il ghiacciaio scorre lungo il versante orientale della dorsale Sentinella, nei monti Ellsworth, fluendo in direzione sud-est tra la sopraccitata dorsale, a ovest, e l'altura di ghiaccio di Fletcher, a est, fino ad entrare nella parte sud-occidentale della piattaforma glaciale Filchner-Ronne.  
Il flusso di ghiaccio è situato in una profonda gola tra i monti Ellsworth e il promontorio di Fletcher e, a causa di questa sua posizione è possibile che esso sia rimasto stabile per milioni di anni. La profondità di tale gola arriva a 2000 m sotto il livello del mare, ciò significa che tra il fondo del letto del ghiacciaio e la cime più alte della dorsale Sentinella arriva ad esserci un dislivello verticale di più di 6.000 m su una distanza di soli 40 km. Nel punto più alto del flusso di ghiaccio, corrispondente alla sua parte più lontana dalla costa, lo spessore del ghiaccio raggiunge i 3100 m per poi scendere a 2300 m lungo il suo corso. La velocità massima del flusso raggiunge i 400 m/anno all'incirca 40 km prima del punto in cui il flusso di ghiaccio entra nella piattaforma glaciale Filchner-Ronne.
La velocità del flusso di ghiaccio Rutford varia di più del 20% ogni due settimane, in corrispondenza dell'attività mareale.

## Ghiacciai tributari
Di seguito una lista dei ghiacciai tributari del flusso di ghiaccio Rutford, tutti provenienti da ovest, elencati da nord a sud:
- Ghiacciaio Yamen
- Ghiacciaio Vicha
- Ghiacciaio Newcomer
- Ghiacciaio Embree
- Ghiacciaio Young
- Ghiacciaio Ellen
- Ghiacciaio Guerrero
- Ghiacciaio Hough
- Ghiacciaio Remington
- Ghiacciaio Thomas
- Ghiacciaio Razboyna
- Ghiacciaio Drama
- Ghiacciaio Gabare
- Ghiacciaio Divdyadovo
- Ghiacciaio Minnesota
- Ghiacciaio Unione

## Storia
Il flusso di ghiaccio Rutford è stato così battezzato  dal Comitato consultivo dei nomi antartici in onore del geologo Robert Hoxie Rutford, membro di diverse spedizioni antartiche organizzate dal Programma Antartico degli Stati Uniti d'America e capo della spedizione nei monti Ellsworth dell'Università del Minnesota svolta nel 1963-64. Rutford fu anche direttore della Divisione Programmi Polari della National Science Foundation dal 1975 al 1977.

## Mappe
Di seguito una serie di mappe in scala 1:250 000 realizzate dallo USGS della catena delle monti Ellsworth in cui è possibile vedere il flusso di ghiaccio Rutford in tutta la sua estensione:

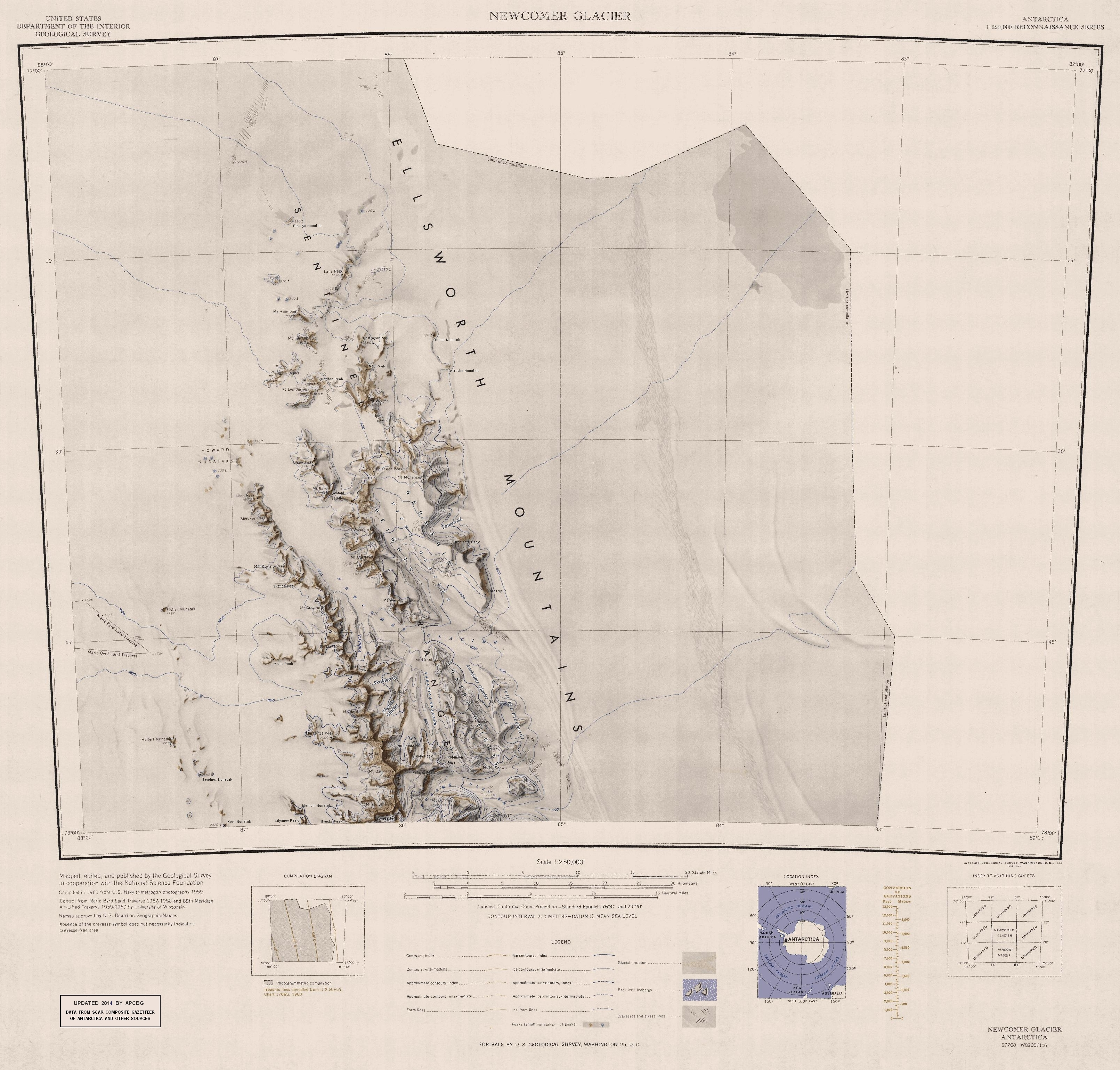
La parte settentrionale del flusso di ghiaccio.
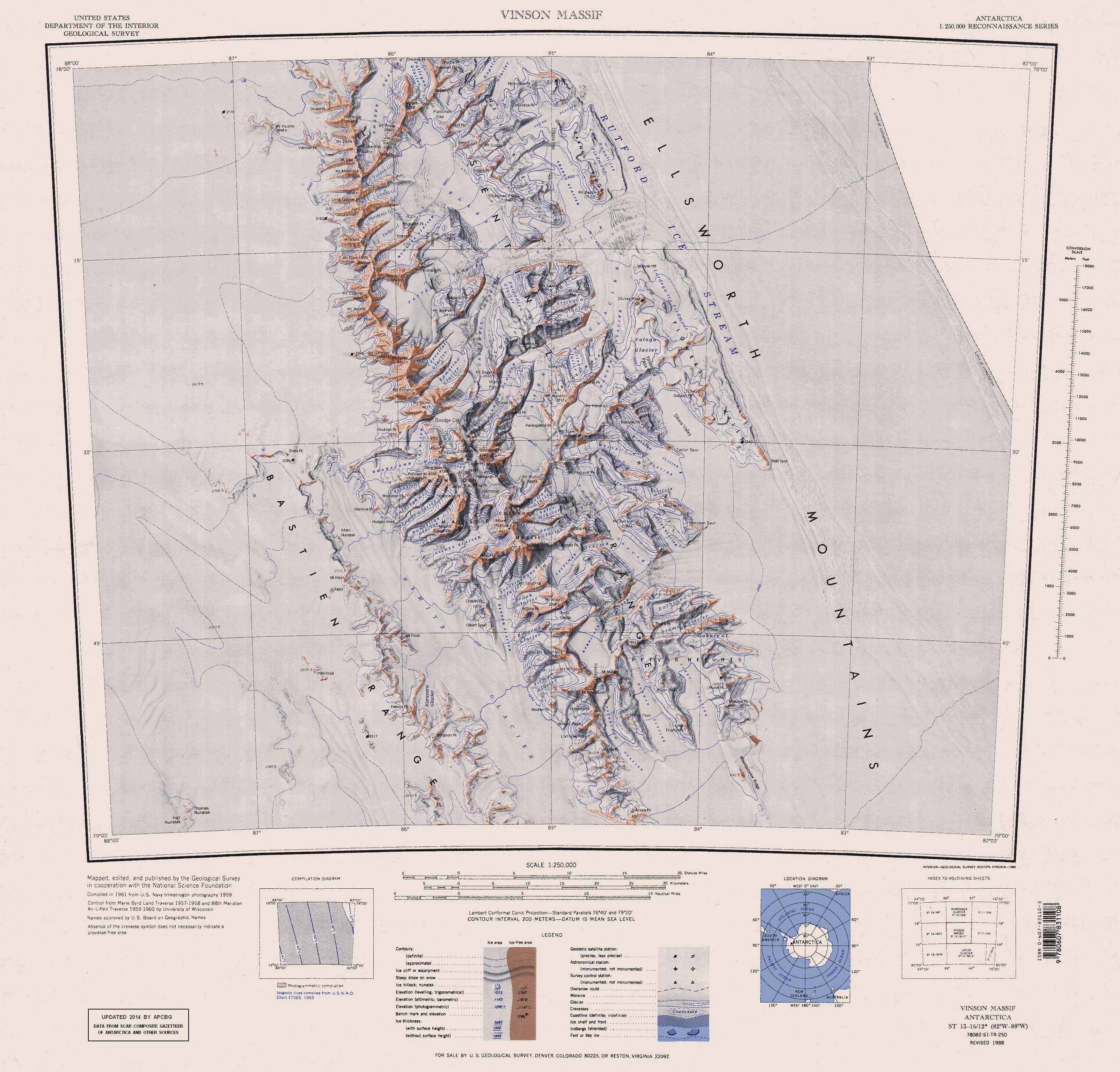
La parte centrale del flusso di ghiaccio.
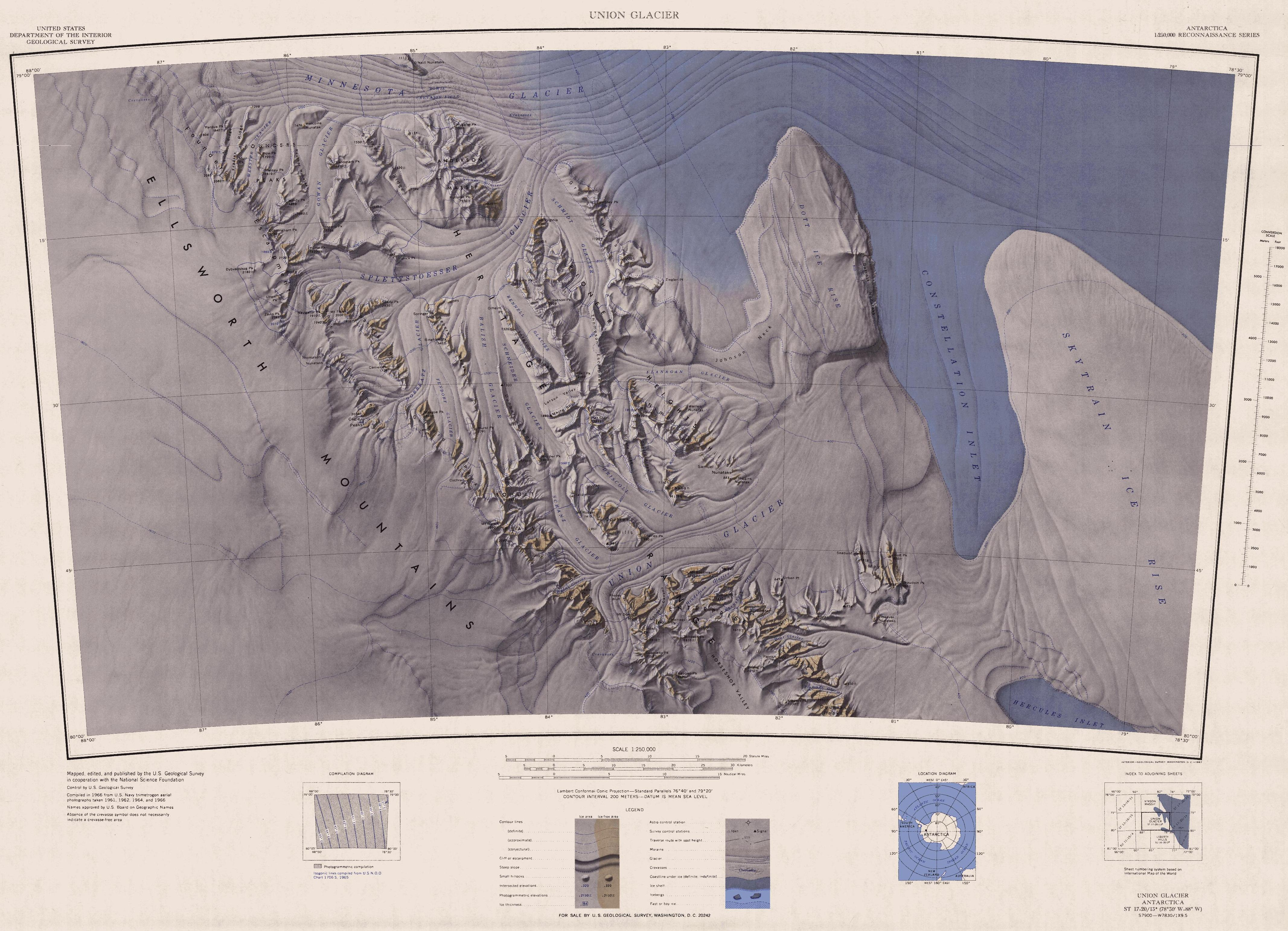
La parte meridionale del flusso di ghiaccio.